# Pepê (futbolista nacido en 1998)
João Pedro Vilardi Pinto (Río de Janeiro, 6 de enero de 1998), conocido deportivamente como Pepê  es un futbolista brasileño, juega como mediocampista y su actual equipo es el Cuiabá de la Serie A del Campeonato Brasileño.

## Trayectoria

### Flamengo
Pepê se unió a las divisiones menores de Flamengo a la edad de 10 años. Hizo su debut profesional con Flamengo en la victoria por 2-0 en el Campeonato Carioca contra Volta Redonda el 17 de enero de 2018, y anotó en su debut.

### Potimonense
El 14 de agosto de 2018, fichó por el Portimonense cedido para la temporada 2018-19. Hizo su debut profesional con el Portimonense en la eliminatoria 1–1 de la Primeira Liga contra el Belenenses el 3 de noviembre de 2018.

## Clubes
| Club                  | País     | Año       |
| --------------------- | -------- | --------- |
| Flamengo              | Brasil   | 2018-2021 |
| Portimonense (Cesión) | Portugal | 2018      |
| Cuiabá                | Brasil   | 2021-2022 |
| Grêmio                | Brasil   | 2023-     |

## Estadísticas
| Club                  | Temporada    | Liga          | Liga  | Liga  | Copa  | Copa  | Continental | Continental | Otros | Otros | Total | Total |
| Club                  | Temporada    | Division      | Part. | Goles | Part. | Goles | Part.       | Goles       | Part. | Goles | Part. | Goles |
| --------------------- | ------------ | ------------- | ----- | ----- | ----- | ----- | ----------- | ----------- | ----- | ----- | ----- | ----- |
| Flamengo              | 2018         | Serie A       | 0     | 0     | 0     | 0     | 0           | 0           | 3     | 1     | 3     | 1     |
| Flamengo              | 2019         | Serie A       | 0     | 0     | 0     | 0     | 0           | 0           | 0     | 0     | 0     | 0     |
| Flamengo              | 2020         | Serie A       | 0     | 0     | 0     | 0     | 0           | 0           | 4     | 0     | 4     | 0     |
| Flamengo              | Total        | Total         | 0     | 0     | 0     | 0     | 0           | 0           | 7     | 1     | 7     | 1     |
| Portimonense (Cesión) | 2018–19      | Primeira Liga | 1     | 0     | 0     | 0     | 0           | 0           | 0     | 0     | 1     | 0     |
| Career total          | Career total | Career total  | 1     | 0     | 0     | 0     | 0           | 0           | 7     | 1     | 8     | 1     |

1. 1 2  Appearance(s) in Campeonato Carioca.

## Palmarés

### Campeonatos nacionales
| Competición              | Equipo   | País   | Año  |
| ------------------------ | -------- | ------ | ---- |
| Serie A                  | Flamengo | Brasil | 2019 |
| Serie A                  | Flamengo | Brasil | 2020 |
| Campeonato Carioca       | Flamengo | Brasil | 2020 |
| Campeonato Carioca       | Flamengo | Brasil | 2021 |
| Supercopa de Brasil      | Flamengo | Brasil | 2020 |
| Supercopa de Brasil      | Flamengo | Brasil | 2021 |
| Campeonato Matogrossense | Cuiabá   | Brasil | 2022 |
| Campeonato Gaúcho        | Grêmio   | Brasil | 2023 |

### Torneos internacionales
| Título            | Club     | Sede | Año  |
| ----------------- | -------- | ---- | ---- |
| Copa Libertadores | Flamengo | Lima | 2019 |